# Graffenrieda gentlei
Graffenrieda gentlei är en tvåhjärtbladig växtart som beskrevs av Cyrus Longworth Lundell. Graffenrieda gentlei ingår i släktet Graffenrieda och familjen Melastomataceae.
Artens utbredningsområde är Belize. Inga underarter finns listade i Catalogue of Life.